# HD218753
HD218753 — хімічно пекулярна зоря спектрального класу A4, що має видиму зоряну величину в смузі V приблизно  5,7.
Вона  розташована на відстані близько 1976,7 світлових років від Сонця.

## Фізичні характеристики
Зоря HD218753 обертається 
порівняно повільно 
навколо своєї осі. Проєкція її екваторіальної швидкості на промінь зору становить  Vsin(i)= 18км/сек.